# 岡村吉右衛門
岡村 吉右衛門（おかむら きちえもん、1916年7月6日 - 2002年）は、染織家。民藝運動家。鳥取県鳥取市出身。
中国大陸、沖縄、戦後は北海道を中心に日本各地を歩き、民俗、工芸を調査。成果生かした創作活動で知られる。

## 略歴
- 旧制鳥取第二中学（現・鳥取県立鳥取東高等学校）在学中に柳宗悦の講演を聞いて感動。民藝運動に参加する。
- 1933年、吉田璋也と柳宗悦の紹介で、芹沢銈介工房に入門、染色を学ぶ。
- 1937年、日本民藝館主催、日本民藝協会展に入選。
- 1938年、銀座のたくみ工芸店で初個展を行う。
- 1970年代から、編著書を多数刊行。
- 1996年、『岡村吉右衛門の仕事』を多摩美術大学附属美術館で行う。
- 1999年、特別展『民藝運動と岡村吉右衛門』が鳥取県立博物館で行う。
- 同年、白石顕二編『岡村吉右衛門の芸術　型染め版画』が出版。フリーダ・ジャポン社

## 著書
- 『版と型の美』美術出版社、1968年
- 『象徴の美　装飾美論』玉川大学出版部、1977年
- 『日本原始織物の研究』文化出版局、1977年
- 『工藝　機能と美を求めて』東海大学文化選書、1978年
- 『柳宗悦と初期民藝運動』玉川大学出版部、1991年

### 共著
- 『染めもの』 四本貴資共著、＜新技法シリーズ6＞美術出版社、1965年
- 『民芸』 村岡景夫共著、＜日本の美術 別巻＞平凡社、1967年
- 編著『民窯』＜日本陶磁大系27＞平凡社、1974年、新版1989年
- 編著『民窯 Ⅱ』＜日本のやきもの26＞講談社、1976年
- 編著『南国沖縄光と技　沖縄と南の島々』竹内淳子共著、＜日本の技10＞集英社、1983年
- 編著『日本の染織12　日本の絣』京都書院美術双書、1993年
- 編著『日本の染織16　アイヌの衣裳』同上